# Associação Desportiva Modicus Sandim
La Associação Desportiva Movimento Dinâmico e Cultural de Sandim (actualmente A.D. Modicus Glassdrive por razones de patrocinio) es un club portugués de fútbol sala de la ciudad de Sandim que actualmente compite en Primera División fundado en 1975 a nivel amateur.
El club debutó en Primera División en la temporada 2003-04, alternando descensos a Segunda División y retornos a Primera. Desde la temporada 2010-11 se ha mantenido en la máxima categoría, consiguiendo disputar sus primeros playoffs por el título. Su mejor resultado en liga regular ha sido quedar 3º durante las temporadas 2011-12 y 2018-19, alcanzando las semifinales por el título en 4 ocasiones.
En la Taça de Portugal, tiene como mejor resultado la final alcanzada en la temporada 2011-12, donde perdería contra el SL Benfica por un ajustado 2-1. Esa final le permitió comenzar la siguiente temporada disputando la Supercopa 2012, donde volvería a perder contra el SL Benfica, esta vez por 5-3.

## Plantilla 2018/2019
Para la temporada 2018-19, la plantilla del club es la siguiente:
|    | Nac.     | Nombre                              | Sobrenombre     | Puesto    |
| -- | -------- | ----------------------------------- | --------------- | --------- |
| 1  | Portugal | Rui Pedro Teixeira Cardoso          | Rui Pedro       | Portero   |
| 3  | Portugal | Gerson Taciano Estrela Pinho        | Gerson Pinho    | Portero   |
| 16 | Portugal | Tiago André Moreira Carvalho        | Trapa           | Portero   |
| -  | Portugal | Rafael Cristiano Monteiro Fonseca   | Rafa Fonseca    | Cierre    |
| 8  | Portugal | Paulo Jorge da Silva Major          | Paulo Major     | Cierre    |
| 10 | Portugal | Óscar Tiago Neves Santos            | Óscar Santos    | Cierre    |
| 77 | Portugal | Valter Sérgio Batista               | Valter Batista  | Cierre    |
| 4  | Portugal | Paulo Jorge Meireles Cruz           | Paulinho        | Ala       |
| 6  | Brasil   | Uesler Augusto Schäfer              | Uesler          | Ala       |
| 9  | Portugal | Fábio Daniel Marques Lima           | Fábio Lima      | Ala       |
| 13 | Portugal | Pedro Filipe Meireles Cruz          | Pedrinho        | Ala       |
| 79 | Brasil   | Bruno Henrique Lima Campos Ferreira | Bruninho        | Ala       |
| 7  | Portugal | Valter Gabriel Rodrigues Pereira    | Gabri           | Ala       |
| 17 | Portugal | Rúben Daniel Reis Lemos             | Rúben Reis      | Ala       |
| 77 | Portugal | Luís Ricardo Gonçalves Ferreira     | Luís Ferreira   | Ala-pívot |
| 14 | Brasil   | Willian Rego Pereira                | Willian Carioca | Pívot     |
| 25 | Portugal | Joel Ricardo Ribeiro Queirós        | Joel Queirós    | Pívot     |
| 90 | Portugal | Marco António Teixeira Campos       | Marco Campos    | Pívot     |

Entrenador:  Ricardo Ferreira 

## Trayectoria
| 2019-20                                          | 1ªD |               |               |               | -  |               |   |
| 2018-19                                          | 1ªD | 3º            | Semifinales   | Cuartos final | -  | Semifinales   | - |
| 2017-18                                          | 1ªD | 4º            | Semifinales   | Semifinales   | -  | Cuartos final | - |
| 2016-17                                          | 1ªD | 5º            | Semifinales   | Cuartos final | -  | Semifinales   | - |
| 2015-16                                          | 1ªD | 6º            | Cuartos final | Cuartos final | -  | Semifinales   | - |
| 2014-15                                          | 1ªD | 6º            | Cuartos final | Semifinales   | -  | No existe     | - |
| 2013-14                                          | 1ªD | 9º            | -             | Semifinales   | -  | No existe     | - |
| 2012-13                                          | 1ªD | 8º            | Cuartos final | 4ª ronda      | 2º | No existe     | - |
| 2011-12                                          | 1ªD | 3º            | Semifinales   | 2º            | -  | No existe     | - |
| 2010-11                                          | 1ªD | 5º            | Cuartos final | 3ª ronda      | -  | No existe     | - |
| 2009-10                                          | 2ªD | 1º · Asciende | 1º            | 4ª ronda      | -  | No existe     | - |
| 2008-09                                          | 1ªD | 9º            | 3º/4          | 3ª ronda      | -  | No existe     | - |
| 2007-08                                          | 2ªD | 1º · Asciende | 1º            | Semifinales   | -  | No existe     | - |
| 2006-07                                          | 1ªD | 11º           | 4º/6          | 3ª ronda      | -  | No existe     | - |
| 2005-06                                          | 2ªD | ?             | ?             | 2ª ronda      | -  | No existe     | - |
| 2004-05                                          | 1ªD | 12º           | 3º/6          | Octavos final | -  | No existe     | - |
| 2003-04                                          | 1ªD | 11º           | -             | 2ª ronda      | -  | No existe     | - |
| 2002-03                                          | 2ªD | ??            | ??            | 3ª ronda      | -  | No existe     | - |
| Datos actualizados hasta el 30 de junio de 2019. |     |               |               |               |    |               |   |

## Palmarés

### Torneos nacionales (2)
| Competición                        | Títulos            | Subcampeonatos |
| ---------------------------------- | ------------------ | -------------- |
| Taça de Portugal (0/1)             |                    | 2011-12        |
| Supertaça de Portugal (0/1)        |                    | 2012           |
| Segunda División de Portugal (2/0) | 2007-08, 2009-2010 |                |